# Przyborze (Łobez)

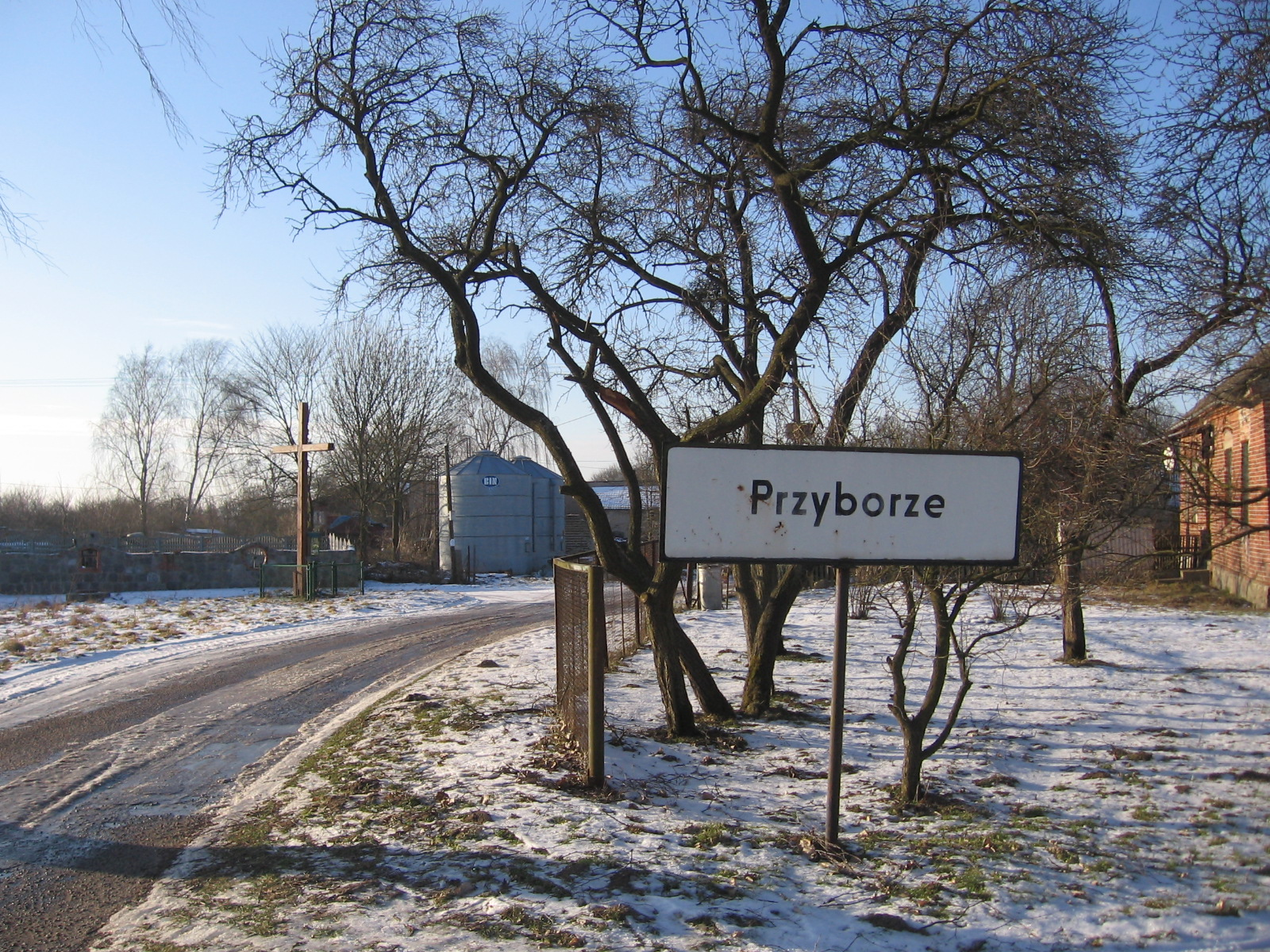
Ortseingang mit Ortseingangsschild (2009)

Przyborze (deutsch Piepenhagen) ist ein Dorf in der Woiwodschaft Westpommern in Polen. Das Dorf gehört zur Gmina Łobez (Gemeinde Labes) im Powiat Łobeski (Labeser Kreis).

## Geographische Lage
Das Dorf liegt in Hinterpommern rechts der Rega, etwa sechs Kilometer nordnordwestlich der Stadt Labes (Łobez). Südwestwärts fließt unweit des Orts die Rega vorbei.

## Geschichte
Seit dem Mittelalter  bis ins 19. Jahrhundert gehörte der Ort den  Borkonen, die hier ein Rittergut besaßen. 1838 kam das Gut Piepenhagen an den Ökonomen Hell († 1859), 1860 an dessen Sohn Hermann. Piepenhagen hatte eine evangelische Kirche und eine Schule.
Bis 1945 bildete Piepenhagen eine Landgemeinde im Kreis Regenwalde der preußischen Provinz Pommern. Neben Piepenhagen bestanden in der Gemeinde keine weiteren Wohnplätze.
Gegen Ende des Zweiten Weltkrieges wurde die Region im Frühjahr 1945 von der Roten Armee besetzt. Wenig später wurde Piepenhagen  unter polnische Verwaltung gestellt. Soweit sie nicht geflohen waren, wurden die Bewohner in der darauf folgenden Zeit vertrieben. Piepenhagen erhielt den neupolnischen Namen Przyborze.

## Sehenswürdigkeiten
- Alter deutscher evangelischen Friedhof aus dem Jahr 1862 am Ortsrand (wüst).

## Einwohnerzahlen
- 1822: 153[2]
- 1925: 218, darunter zwei Katholiken, keine Juden[1]
- 1933: 220[3]
- 1925: 176[3]